# Peter Rosing (Künstler)
Peter Fallentin Rosing (* 7. Juni 1871 in Kangaamiut; † 18. November 1938 ebenda) war ein grönländischer Künstler und Landesrat.

## Leben
Peter Rosing war der Sohn des dänischen Kolonialverwalters Peter Frederik Rosing (1835–1911) und seiner grönländischen Ehefrau, der Hebamme Haldora Helene Margrethe Caroline Petrussen (1842–1901). Seine Brüder waren unter anderem der Missionar Christian Rosing (1866–1944) und der Landesrat Karl Rosing (1878–?). Er heiratete am 25. Juli 1893 in Kangaamiut in erster Ehe Sara Katrine Helene Dahl (1875–1935). Nach ihrem Tod heiratete er in zweiter Ehe am 21. Mai 1936 mit knapp 65 Jahren die noch nicht einmal 30 Jahre alte Cæcilie Inger Sofie Olsen (1907–?).
Peter Rosing war Jäger von Beruf. Nebenher schnitzte er als einer der ersten Grönländer Kunst aus Pottwalzähnen. Seine Werke zeigen meist Menschen und immer eine Handlung und sie bestehen häufig aus mehreren Figuren. Seine Darstellung der Sage von Kaassassuk besteht aus 22 Einzelfiguren, die auf einer Kryolithplatte befestigt worden sind. Peter Rosings Werke gelten als äußerst sorgfältig und detailliert gearbeitet und Peter Rosing als einer der besten Knochen- und Steinschnitzer Grönlands.
Von 1911 bis 1916 saß er im ersten südgrönländischen Landesrat. Lediglich 1914 nahm er wie alle Mitglieder aus den nördlichen drei Wahlkreisen nicht an der Sitzung teil. Peter Rosing starb 1938 im Alter von 67 Jahren in seinem Heimatort.